# Kempsey (Worcestershire)
Pour les articles homonymes, voir Kempsey.
Kempsey est un village et une paroisse civile du district de Malvern Hills, dans le Worcestershire en Angleterre.